# هریس (مرند)
هریس یکی از روستاهای استان آذربایجان شرقی است که در دهستان زنوزق بخش مرکزی شهرستان مرند واقع شده‌است.